# Seone
Seone (cyr. Сеоне) – wieś w Serbii, w okręgu podunajskim, w mieście Smederevo. W 2011 roku liczyła 955 mieszkańców.